# Bobov
Bobov (Hebreeuws: חסידות באבוב, Jiddisch: בּאָבּאָװ) is een van de grotere chassidisch-joodse bewegingen. De beweging is afkomstig uit het Gorlickische stadje Bobowa, in zuidelijk Polen. Thans is het hoofdkwartier in de New Yorkse wijk Boro (Borough) Park. Daarnaast zijn er aanzienlijke groepen Bobover chassidim met eigen synagoges te vinden in het district Williamsburg in Brooklyn, New York; in Monsey, New York; Miami; Montreal; Toronto; Joods Antwerpen, en Londen. In Israël is het hoofdkwartier van Bobov in de wijk 'Kiryas Bobov' van de stad Bat Yam gevestigd, en zijn er takken in Jeruzalem, Bnei Brak, Ashdod en Betar Illit.

## Rebbes
Bobov stamt af van de chassidische beweging Tzanz. De afstamming van de rebbes wordt eerst vermeld als leerling-student; vanaf Groot Rabbijn Chaim Halberstam, de Divrei Chaim, gaat het verder van zoon op zoon. De eerste Bobover Rebbe was Groot Rabbijn Shlomo Halberstam. Na het overlijden in 2006 van de vorige Bobover Rebbe, Groot Rabbijn Naftuli Tzvi Halberstam, is Bobov in twee delen gesplitst: een deel volgt Groot Rabbijn Ben Tzion Halberstam (de tweede), een broer van Groot Rabbijn Naftuli Tzvi, en een andere groep volgt Groot Rabbijn Mordechai Dovid Unger, schoonzoon van Groot Rabbijn Naftuli Tzvi.
- Groot Rabbijn Yisroel ben Eliezer (1698-1760), de Baal Shem Tov, stichter van het chassidisme
- Groot Rabbijn Dov Ber (1710-1772), de Maggid van Mezritch, voornaamste student van de Baal Shem Tov
- Groot Rabbijn Elimelech van Lizhensk (1717-1786), schrijver van Noam Elimelech, student van de Maggid van Mezritch
- Groot Rabbijn Naftuli Tzvi Horowitz van Ropshitz (1760-1827), schrijver van Zera Kodesh, student van de Noam Elimelech
- Groot Rabbijn Chaim Halberstam van Tzanz (1793-1876), schrijver van Divrei Chaim, student van Groot Rabbijn Naftali Tzvi Horowitz van Ropshitz
  - Rabbijn Meir Nosson Halberstam (1827-1855), zoon van de Divrei Chaim
    - Groot Rabbijn Shlomo Halberstam (1847-1905), eerste Bobover Rebbe, schrijver van Ateres Shlomo, zoon van Rabbijn Meir Nosson. Hij was de oudste kleinzoon van de Divrei Chaim
      - Groot Rabbijn Ben Tzion Halberstam (1874-1941), tweede Bobover Rebbe, schrijver van Kedushas Tzion, vermoord door de nazi's; zoon van Groot Rabbijn Shlomo Halberstam
        - Groot Rabbijn Shlomo Halberstam (1908-2000), derde Bobover Rebbe, schrijver van Kerem Shlomo, zoon van Groot Rabbijn Ben Tzion Halberstam
        - Groot Rabbijn Naftuli Tzvi Halberstam (1931-2005), vierde Bobover Rebbe, schrijver van Kerem Shlomo, zoon van Groot Rabbijn Shlomo Halberstam
          - Groot Rabbijn Ben Tzion Aryeh Leibush Halberstam (geb. 1955), vijfde Bobover Rebbe (betwist), zoon van Groot Rabbijn Shlomo Halberstam; broer van Groot Rabbijn Naftuli Tzvi Halberstam
          - Groot Rabbijn Mordechai Dovid Unger (geb. 1954), vijfde Bobover Rebbe (betwist), schoonzoon van Groot Rabbijn Naftuli Tzvi Halberstam

Boeken, die Bobover chassidim in het bijzonder waarderen, zijn Kedushas Tzion, geschreven door Rebbe Ben Tzion (de eerste), en Kerem Shlomo, geschreven door Rebbe Naftuli Tzvi. De Bobover rebbes staan erom bekend zich buiten chassidische politiek te houden. Wanneer in de chassidische wereld tussen bewegingen gestreden wordt, houdt Bobov zich liever afzijdig.